# Douglas Beasley
De Douglas Beasley is een Britse historische motorfiets
De Engelsman Douglas St. Julian Beasley was een amateur-motorcoureur (derde in de Lightweight TT van 1948), die begin jaren vijftig een aantal frames bouwde voor de Velocette KTT-racers. In 1955 bouwde hij zelf een complete racemotor met een 125cc-tweecilinder viertaktmotor. Technisch was het een moderne motorfiets, niet alleen vanwege de twee cilinders, maar ook vanwege de dubbele bovenliggende nokkenassen. Er waren vier versnellingen aan boord, maar succesvol werd de racer niet.